# Rosario Italia
Rosario Italia (* 1958) ist ein ehemaliger deutscher Nationalspieler in der Boulespiel-Sportart Pétanque im Deutscher Boccia-, Boule- und Pétanque-Verband e.V. Er ist mehrfacher deutscher Meister und war Teilnehmer bei Europa- und Weltmeisterschaften sowie bei den World Games. Seit 2024 ist er Bundestrainer der Ü55.

## Karriere

### Spieler
Italia spielt nach eigenen Angaben seit 1983 Boule und wurde mehrfach in den Nationalkader berufen. Er spielte für den BC ALI Saarwellingen und für BC Saarwellingen in der Pétanque-Bundesliga. Aktuell tritt er für den FV 07 Diefflen an.
Er ist Rechtshänder und spielt bevorzugt die Spielposition Milieu und Tireur. Er spielt Kugel im Gewicht 680 Gramm bei 72 mm Durchmesser.
Italia war Teilnehmer bei den Weltmeisterschaften 1985, 1991, 1992, 1995 und 1996, bei den World Games 1993 sowie bei den Europameisterschaften der Veteranen (Ü55) 2019 und 2023.

### Trainer
Vom Januar bis Dezember 2023 war er Nachfolger von Sönke Backens im Amt des Bundestrainers der Damen. Aktuell ist er in der Bouletrainer-Ausbildung zum C-Trainer. Seine Nachfolgerin ist seit 2024 Lara Koch. Seit 2024 ist er Bundestrainer der Ü55.

## Erfolge als Spieler
(Quelle)
- 1984: 2. Platz Deutsche Meisterschaft Tête-à-Tête
- 1984: 1. Platz Deutsche Meisterschaft Doublette zusammen mit Herbert Dittgen
- 1986: 1. Platz Deutsche Meisterschaft Triplette zusammen Herbert Dittgen und Christof Maurer
- 1988: 3. Platz Deutsche Meisterschaft Triplette zusammen Herbert Dittgen und Christof Maurer
- 1991: 1. Platz Deutsche Meisterschaft Triplette zusammen Dirk Schmitz und Sascha Löh
- 1993: 3. Platz Deutsche Meisterschaft Tête-à-Tête
- 1993: 1. Platz Deutsche Meisterschaft Triplette zusammen Dirk Schmitz und Sascha Löh
- 1994: 3. Platz Deutsche Meisterschaft Triplette zusammen Dirk Schmitz und Sascha Löh
- 1997: 3. Platz Deutsche Meisterschaft Triplette zusammen Dirk Schmitz und René Trimborn
- 2003: 1. Platz Deutsche Meisterschaft Tête-à-Tête
- 2004: 2. Platz Deutsche Meisterschaft Triplette zusammen Hans-Joachim Neu und René Trimborn
- 2005: 2. Platz Deutsche Meisterschaft Tireur
- 2008: Deutscher Vereinsmeister mit dem Bouleclub Saarwellingen[6]
- 2009: 3. Platz Deutsche Meisterschaft Doublette zusammen mit Manuel Strokosch
- 2009: 3. Platz bei den deutschen Vereinsmeisterschaften mit dem Bouleclub Saarwellingen
- 2010: 3. Platz bei den deutschen Vereinsmeisterschaften mit dem Bouleclub Saarwellingen
- 2014: 1. Platz Deutsche Meisterschaft Triplette Ü55 zusammen Giuseppe Raimondo und René Trimborn[7]
- 2015: 3. Platz Deutsche Meisterschaft Triplette Ü55 zusammen Giuseppe Raimondo und René Trimborn
- 2018: 1. Platz Deutsche Meisterschaft Triplette Ü55 zusammen Jacques Wolf und Sylvain Haritonidis
- 2021: 3. Platz Deutsche Meisterschaft Triplette Ü55 zusammen Mohamed-Kamel Bourouba und Malte Berger